# Hejia (socken i Kina, Hebei)
Hejia (kinesiska: 和家乡, 和家) är en socken i Kina. Den ligger i provinsen Hebei, i den norra delen av landet, omkring 220 kilometer nordost om huvudstaden Peking.
Genomsnittlig årsnederbörd är 737 millimeter. Den regnigaste månaden är juni, med i genomsnitt 203 mm nederbörd, och den torraste är januari, med 2 mm nederbörd.